# Большетруевский сельсовет
Большетруевский сельсовет — муниципальное образование со статусом сельского поселения в Кузнецком районе Пензенской области Российской Федерации.
Административный центр — село Большой Труев.

## История
Статус и границы сельского поселения установлены Законом Пензенской области от 2 ноября 2004 года № 690-ЗПО «О границах муниципальных образований Пензенской области».

## Население
| 2002  | 2010  | 2012  | 2013  | 2014  | 2015  | 2016  |
| ----- | ----- | ----- | ----- | ----- | ----- | ----- |
| 5394  | ↗5406 | ↘5296 | ↘5278 | ↘5235 | ↘5202 | ↘5145 |
| 2017  | 2018  | 2021  |       |       |       |       |
| ↗5151 | ↘5070 | ↘4872 |       |       |       |       |

## Состав сельского поселения
| № | Населённый пункт  | Тип населённого пункта       | Население |
| - | ----------------- | ---------------------------- | --------- |
| 1 | Большой Труев     | село, административный центр | ↗1750     |
| 2 | Малый Труев       | село                         | ↗1300     |
| 3 | Татарский Канадей | село                         | ↘2356     |